# 拿细耳人
拿细耳人（希伯来语: נזיר，nazir，意为“神圣的”或“分开的”）是指根据《聖經》记载“归耶和华为圣”（民数记6章8节）的以色列男女。

## 拿细耳人的条例
哈拉卡在拿细耳人的条例方面有丰富的传统。这些条例首先记载在密西拿和塔木德。根据犹太教正统派的观点，这些条例并未成为历史陈迹，甚至今天仍可实行。但是由于今天已经没有耶路撒冷圣殿用于完成誓约，而任何誓约都是永久的，现代的犹太教权威人士强烈阻碍实行该点。

### 誓约
所有誓约的条例通常都可以应用于拿细耳人的誓约。和其他誓约一样，父亲有权废除年轻女儿的拿细耳人誓约，丈夫有权废除妻子的誓约，但是这样的废除誓约必须在首次听到时实施。不得在当时保持静默，过了一些时日后才废除。
拿细耳人起的特别誓约如下：
- 禁戒各种酒类，以及酒作的醋、葡萄、葡萄干，乃至葡萄树上结的，自核至皮所作的各种物品
- 不可剃去頭髮，任由髮绺长长
- 不可靠近尸体，甚至是亲人的尸体

拿细耳人满了指定的时期（不少于30天），需要准备3只祭牲作为供物：一只没有残疾、一岁的公羊羔作燔祭（olah），一只没有残疾、一岁的母羊羔作赎罪祭（hatat），还有一只没有残疾的公绵羊作平安祭（shelamim），还要一筐无酵饼（细麵调油的饼，与抹油的无酵薄饼）、同献的素祭和奠祭与平安祭一同献上。

### 类型
通常，拿细耳人包括三种类型：
- 规定时期的拿细耳人
- 永久的拿细耳人
- 类似参孙的拿细耳人

每一种类型的条例略有不同。例如，永久的拿细耳人允许每年理发一次，如果头发引起不便。 类似参孙的拿细耳人也是永久的拿细耳人，但是不禁止接触尸体。这一类拿细耳人的规定未见于圣经记载，而是见于传统。
成为拿细耳人与耶路撒冷圣殿是否存在无关。但是，缺少圣殿就无法献祭，来结束拿细耳人的时期。这样的人就将在事实上成为永久的拿细耳人。

## 历史上的拿细耳人
希伯来圣经中拿细耳人的例证包括参孙（士师记13:5）和撒母耳（撒母耳记上1:11）。二人都是在自己出生之前，由他们的母亲发誓奉献，终生过分别为圣的生活。作为回报，它们都获得了特别的才能：参孙获得了超常的力量与格斗能力，而撒母耳是一位傳神諭的先知。
参孙似乎违反了自己的誓言，因为他接触尸体（士师记14:8-9），又饮酒（摆设酒席， משׁתה,士师记14:10）。戈斯韦尔认为“我们不应该由于参孙的失败而忽略他的拿细耳人身份”。
- 士師記13:6-7：婦人就回去對丈夫說：「有一個神人到我面前來，他的相貌如神使者的相貌，甚是可畏。我沒有問他從哪裡來，他也沒有將他的名告訴我，卻對我說：『你要懷孕生一個兒子，所以清酒濃酒都不可喝，一切不潔之物也不可吃；因為這孩子從出胎一直到死，必歸神作拿細耳人。』」

- 阿摩司书2:11-12：我從你們子弟中興起先知，又從你們少年人中興起拿細耳人。以色列人哪，不是這樣嗎？這是耶和華說的。你們卻給拿細耳人酒喝，囑咐先知說：「不要說預言。」

现代拉比大卫·科恩（1887–1972）也是一位拿细耳人。

## 延伸阅读
- See: Chepey, S. Nazirites in Late Second Temple Judaism: A Survey of Ancient Jewish Writings, the New Testament, Archaeological Evidence, and other Writings from Late Antiquity. AJEC 60. Leiden: Brill Academic Publishers, 2005.